# Borek u Miletína
Borek ist eine Gemeinde in Tschechien. Sie liegt elf Kilometer westlich von Dvůr Králové nad Labem und gehört zum Okres Jičín.

## Geographie
Borek befindet sich zwischen den Tälern der Bystřice und Trotinka auf dem Höhenzug Zvičinský hřbet. Nordöstlich erhebt sich der Vyšehrad (585 m) und im Nordwesten die Homolka (512 m).
Nachbarorte sind Vyšehrad und Podemladí im Norden, Lukaveček im Osten, Želejov im Südosten, Vidoň im Süden, Tetín und Falgon im Südwesten, Vřesník im Westen sowie Bezník im Nordwesten.

## Geschichte
Die erste urkundliche Erwähnung von Borek erfolgte im Jahre 1267. Das Dorf gehörte seit dem 12. Jahrhundert dem Deutschritterorden und war Teil der Herrschaft Miletín.
Nach der Aufhebung der Patrimonialherrschaften bildete Borek ab 1850 einen Ortsteil der Gemeinde Chroustov im Bezirk Hradec Králové und ab 1900 im Bezirk Nová Paka.
Im Jahre 1921 erlangte das Dorf seine Eigenständigkeit. Gleichzeitig erfolgte die Umgemeindung von Lukaveček, das bis dahin ebenfalls zu Chroustov gehört hatte. 1961 erfolgte noch die Eingemeindung von Želejov, gleichzeitig kam die Gemeinde zum Okres Jičín.
Zum 1. Jänner 1975 wurde die Gemeinde Borek mit ihren Ortsteilen Želejov und Lukaveček nach Miletín eingemeindet. Lukaveček verlor am 1. März 1980 seinen Status als Ortsteil von Miletín und bildet seitdem eine zu Borek gehörige Ansiedlung. Seit dem 24. November 1990 besteht die Gemeinde wieder. Zu diesem Zeitpunkt kam der Ortsteil Bezník zu Borek; die bis 1975 selbstständige Gemeinde war bis 1990 ein Ortsteil von Miletín.

## Gemeindegliederung
Die Gemeinde Borek besteht aus den Ortsteilen Bezník (Besnik), Borek und Želejov (Schelejow) sowie den Ansiedlungen Lukaveček (Klein Lukawetz), Podemladí und Vyšehrad.

## Sehenswürdigkeiten
- zwei steinerne Kruzifixe, errichtet 1826 und 1877
- zwei hölzerne Glockentürme, erbaut 1855 bzw. 1913
- Aussichtspunkt Hrubá Skála über dem Tal der Bystřice oberhalb von Vidoň
- Denkmal für Karel Václav Rais auf der Homolka